# Риверос, Кристиан
Кристиан Риверос (исп. Cristian Miguel Riveros Núñez; 16 октября 1982, Хуан-Аугусто-Сальдивар) — парагвайский футболист, игравший на позиции полузащитника. Выступал за сборную Парагвая. Участник чемпионатов мира 2006 и 2010 годов. Участник Кубка Америки 2007.

## Биография
Начинал играть в футбол в команде родного города «Колон». Дебют в профессиональном футболе состоялся в 2000 году в столичном «Такуари». В 2002 году выступал за аргентинский «Сан-Лоренсо», после чего вернулся в «Такуари».
После удачного сезона 2005 был приобретён «Либертадом», где выиграл подряд два чемпионата Парагвая. В 2007 году вместе со своим партнёром Карлосом Бонетом был куплен мексиканским «Крус Асулем», откуда три года спустя перебрался в английский «Сандерленд».
Дебютировал в сборной Парагвая в 2005 году и уже в 2006 году вместе с «Альбирохой» принял участие в чемпионате мира в Германии. Там Риверос сыграл в первых двух матчах группового этапа. В отборочном турнире к чемпионату мира 2010 года был ключевым игроком сборной Парагвая в середине поля.

## Титулы и достижения
- Чемпион Парагвая (3): 2006, 2007, Клаусура 2015
- Финалист Кубка Америки (1): 2011